# Kavaja
Kavaja (albanisch auch Kavajë) ist eine Stadt in Mittelalbanien, rund fünf Kilometer südöstlich vom Adriatischen Meer und 20 Kilometer südöstlich von Durrës gelegen. Die Stadt hat 15.827 Einwohner (Volkszählung 2023) und gehört damit zu den 20 größten Städten des Landes. Kavaja ist Amtssitz einer Bashkia, die neben der Stadt noch umliegende Ortschaften umfasst.

## Geographie
Ungefähr fünf Kilometer südöstlich des Adriatischen Meeres liegt Kavaja auf einer Höhe von 8 m ü. A. Am östlichen Stadtrand beginnt das mittelalbanische Hügelland, das sich bis zur Hauptstadt Tirana ausdehnt. Im Westen trennt ein weiterer kleiner Hügelzug die Stadt vom Meer. Zwischen diesen Hügeln erstreckt sich eine bei Kavaja rund sechs Kilometer breite Ebene von der Bucht von Durrës im Nordwesten bis zum Fluss Shkumbin im Südosten, die südlich davon in die Myzeqe übergeht.
Das Klima in Kavaja ist mediterran geprägt. Im Sommer ist es meistens sehr warm und trocken, die Winter mild und sehr regenreich. Die durchschnittliche Jahrestemperatur liegt zwischen 15,5 und 16 °C.
Das Gebiet der Gemeinde Kavaja umfasst den nördlichen Teil des ehemaligen Kreises Kavaja. Bis 2015 beschränkte sich das Gebiet der Gemeinde (bashkia) auf die Stadt. Die Stadt wurde damals mit den Gemeinden Golem (nördlich am Meer), Helmës (östlich in den Hügel), Luz i vogël (südlich in der Ebene) und Synej (westlich in der Ebene gegens Meer) zusammengelegt. Diese bilden seither Njësitë administrative (Verwaltungseinheiten) innerhalb der Bashkia Kavaja. Die Gemeinde hat 30.012 Einwohner (Volkszählung 2023). Im Vergleich zum Jahr 2011 hat die Gemeinde in zwölf Jahren einen Viertel der Bevölkerung verloren. 
| Name        | Einwohner 2023 | Einwohner 2011 |
| ----------- | -------------- | -------------- |
| Golem       | 6.844          | 6.994          |
| Helmës      | 2.007          | 3.139          |
| Kavaja      | 15.827         | 20.192         |
| Luz i vogël | 2.503          | 4.735          |
| Synej       | 2.831          | 5.034          |
| Total       | 30.012         | 40.094         |

## Geschichte
Erste Siedlungen nordwestlich des heutigen Stadtgebiets werden im Jahr 1081 erwähnt. Ein osmanisches Register listet 1430/31 ein Kavalye genanntes Dorf auf, das 16 Häuser zählte. Aufgrund der strategisch guten Lage an der antiken römischen Handelsstraße Via Egnatia wuchs das Dorf heran und zählte 1583 um die 150 Häuser. Langsam bildete sich ein Marktzentrum, wo die regionalen landwirtschaftlichen Produkte verkauft und gekauft wurden. Es entstanden Herbergen für Reisende, Gasthöfe und Bäckereien sowie Handwerksbetriebe der Schmiede, Sattlerei und Hufschmiede. Zu Beginn des 17. Jahrhunderts war Kavalye schließlich zu einer Kleinstadt herangewachsen, was vor allem Durrës zu verdanken war, das immer mehr an Bedeutung verlor. Es hatte bald doppelt so viele Häuser wie Durrës: Der berühmte osmanische Reisende Evliya Çelebi berichtete, dass der Ort im Jahr 1670 400 Häuser hatte, 200 Läden und Handwerksbetriebe im Basar sowie vier Moscheen, die aus den Jahren 1561, 1589, 1625 und 1652 stammten. Alle vier wurden im 20. Jahrhundert zerstört, als viele historische Bauten zum Teil durch Kriege beschädigt, zum Teil aufgrund stadtplanerischer Maßnahmen entfernt wurden. Erhalten geblieben sind einzig Reste der Kubelie-Moschee aus späterer Zeit (1735–1736) und der Uhrturm aus dem Jahr 1817.
Kavaja war berühmt für seine Töpfereien und Kelim-Teppiche.
Während des sozialistischen Regimes wurde Kavaja zur Industriestadt sowie Zentrum der regionalen Landwirtschaft. Die Bewohner von Kavaja gehörten zu den ersten, die im Jahr 1990 ihren Unmut gegen die Diktatur und die ärmlichen Zustände im Land kundtaten. Im März demonstrierten Bewohner der Stadt für Freiheit und Demokratie. Bei Zusammenstößen mit der Polizei wurde ein junger Mann getötet.
Der Vater des Schauspielers Alexander Moissi – zu Beginn des 20. Jahrhunderts einer der großen Stars auf deutschen und österreichischen Bühnen – stammte ursprünglich aus Kavaja. Der in Triest geborene Österreicher war aber nur wiederholt in der Stadt zu Besuch, als er einen Teil seiner Kindheit in Durrës verbrachte. Das Moisiu-Haus war zu Zeiten des Regimes von Enver Hoxha ein Kindergarten.

## Sehenswürdigkeiten
Vom osmanischen Erbe Kavajas sind noch ein paar wenige Gebäude erhalten. Um den Hauptplatz im Stadtzentrum stehen der Uhrturm (alb. Kulla e Sahatit) von 1817 und ein stark vereinfachter Nachbau der Kubelie-Moschee, die zwischen 1735 und 1736 errichtet worden war. Auf der der Hauptstraße zugewandten Seite der Moschee liegen zudem die Ruinen des Portikus einer älteren Moschee. Die osmanische Altstadt ist kaum erhalten; die typischen Gebäude wurden meist durch neuere überbaut. Ein Beispiel solcher Architektur findet man einzig im 1971 eröffneten Ethnographischen Museum, das in einem Gebäude aus dem 18. Jahrhundert untergebracht ist. Auch die Steinbrücke von Bukaqi ist ein Zeitzeuge aus der osmanischen Ära. Sie wurde im 17. Jahrhundert erbaut.
In der Region gibt es weitere Sehenswürdigkeiten, so die 1280 erbaute Kirche des Heiligen Freitags im Dorf Çeta und die Festung Bashtova aus dem 6. oder 15. Jahrhundert nahe dem Fluss Shkumbin.

## Kulturelle Einrichtungen
Neben dem Ethnographischen Museum stellen das 1976 eröffnete Historische Museum und der 1946 fertiggestellte Kulturpalast zusammen mit der im gleichen Jahr eröffneten Stadtbibliothek (mit einem Bücherbestand von rund 35.000) weitere kulturelle Einrichtungen.

## Sport
Der lokale Fußballklub KS Besa Kavaja spielt in der ersten Liga, der Kategoria Superiore.

## Verkehr
Wie in der Antike die Via Egnatia führen auch heute noch wichtige Verkehrsachsen zwischen Nord- und Südalbanien einerseits und zwischen der Küste und dem Inneren des Balkans andererseits durch Kavaja. Der Verkehr aus dem Großraum Tirana und Durrës nach Süden und Südosten verläuft über die Rruga shtetërore SH4, die ab dem Jahr 2000 als Umfahrungsstraße die Stadt westlich passiert und heute zur vierspurigen Autobahn ausgebaut ist.
Kavaja ist Durchgangsbahnhof der albanischen Eisenbahn an der Strecke Durrës–Peqin. 
Die Verkehrsachse durch Kavaja ist Teil des Paneuropäischen Verkehrskorridors VIII, die den Hafen von Hafen Durrës mit Nordmazedonien verbindet und weiter nach Bulgarien führt.

## Persönlichkeiten
- Baba Faja Martaneshi (1910–1947), Bektaschi-Geistlicher und Widerstandskämpfer
- Andrea Stefi (1911–1963), Schriftsteller
- Kristina Koljaka (1916–2003), Skulpturorin
- Muhamet Vila (1928–2002), Fußballspieler und -trainer
- Shefqet Topi (1934–1998), Fußballtorwart
- Muhamet Kapllani (* 1943), Diplomat und Politiker
- Naim Allaj (* 1950), Fußballspieler
- Nexhat Tafa (* 1952), Drehbuchautor
- Shyqyri Shala (* 1965), Fußballspieler
- Parashqevi Simaku (* 1966), Sängerin
- Agim Hushi (* 1967), Opernsänger und Tenorist
- Altin Rraklli (* 1970), Fußballspieler
- Skerdilaid Curri (* 1975), Fußballspieler
- Andi Lila (* 1986), Fußballspieler
- Skerdian Perja (* 1991), Fußballspieler
- Ilir Dabjani (* 2001), Fußballtorhüter

Ehrenbürger (Auswahl)
- Werner Daum (1943–2025), ehemaliger Diplomat[13]